# Parchow Ausbau
Parchow Ausbau ist ein Ortsteil der Stadt Kröpelin im Landkreis Rostock in Mecklenburg-Vorpommern.

## Geografie und Verkehrsanbindung
Parchow Ausbau liegt südwestlich des Kernortes Kröpelin. Nördlich fließt der Hellbach. Östlich verläuft die Landesstraße L 11, nördlich die B 105 und weiter südlich die A 20.